# 虚数乗法
虚数乗法（きょすうじょうほう、英: complex multiplication）とは、通常よりも大きな対称性をもつ楕円曲線の理論のことをいう。別のいいかたをすれば、周期格子 (period lattice) がガウス整数の格子であったり、アイゼンシュタイン整数の格子であったりするような、余剰な対称性を持つ楕円函数の理論である。楕円曲線の高次元化であるアーベル多様体についても同様に大きな対称性をもつ場合があり、これらを扱うのが虚数乗法論である。
特殊関数の理論として、そのような楕円函数や多変数複素解析函数のアーベル函数は、大きな対称性をもつことからその関数が多くの等式をみたすことがいえる。特別な点では具体的に計算可能な特殊値を持つ。また虚数乗法は代数的整数論の中心的なテーマであり、円分体の理論をより広く拡張する事を可能にする。
虚数乗法は、虚二次体の類体における相互法則、主イデアル定理、分岐の様子を、楕円函数や楕円曲線のことばで具体的に書き表すことを可能とする。ダフィット・ヒルベルトは、楕円曲線の虚数乗法論は数学のみならず、すべての科学の中の最も美しい分野であると言っている。

## 虚数乗法の例

複素数体上の楕円曲線は、複素平面を格子 Λ、言い換えると 2つの基本周期 ω_{1} と ω_{2} で張られる格子で割ることでできる商空間として得られる。格子 Λ/4 の点が楕円曲線の 4 等分点に対応する。

まずはじめに、虚数乗法をもつ格子の例を見る。複素数体 C の部分群としてはガウス整数環 Z[i] という格子を考える。
この格子は C の n 倍写像で保たれるのみならず、i 倍でも保たれるという対称性をもつ。
虚数乗法を持つ楕円曲線の例は
{\displaystyle \mathbb {C} /(\mathbb {Z} [i]\theta )}
である。ここで{\displaystyle \theta }は任意の非零複素数である。
そのようなトーラスは自己同型環としてガウス整数を持つ。対応する曲線はすべて次の形に書かれることが知られている。
{\displaystyle Y^{2}=4X^{3}-aX}
この曲線は、位数 4 の自己同型を持ち、この自己同型、
{\displaystyle Y\rightarrow \pm iY,\ \ \ \ X\rightarrow -X}
はヴァイエルシュトラスの楕円函数にたいする i の作用に対応している。
より一般に、楕円函数 {\displaystyle f} の 2つの独立な周期を {\displaystyle \omega _{1},\omega _{2}} とするとき，虚二次体{\displaystyle K} に含まれる任意の数{\displaystyle \lambda } に対して、{\displaystyle f(z)} と {\displaystyle f(\lambda z)} との間に代数的な関係式が存在するとき、楕円函数（楕円曲線）は虚数乗法を持つという。
（注：この箇所の日本語翻訳ははしょられており、英語版の対応箇所を参照されたい。）

## 自己準同型環の構造
楕円曲線の自己準同型環の構造は次の三通りで尽くされる。ひとつは整数環 Z で、もうひとつは虚二次体の整環 (order)、残るひとつが Q 上の定値四元数環の整環である。
楕円曲線が有限体上定義されている場合には、つねにフロベニウス写像と呼ばれる非自明な自己準同型が存在する。従って、虚数乗法がある場合が典型となる（この場合には、多くの場合に虚数乗法という用語は適用されない）。一方で楕円曲線が代数体上定義されている場合、虚数乗法をもつのはむしろ例外的である。一般に、虚数乗法がある場合には、ホッジ予想を解くことが極めて難しいことが知られている。

## クロネッカーとアーベル拡大
レオポルト・クロネッカーは、楕円曲線の位数有限の点での楕円函数の値が虚二次体のすべてのアーベル拡大を生成するに十分であるというアイデアを提唱した。これは特別な場合にはアイゼンシュタインやガウスによりすでに研究されていた。これがクロネッカーの青春の夢(Kronecker Jugendtraum)（ヒルベルトの第12問題）であり、上記のヒルベルトの指摘したことである。志村の相互法則を通して、有理数体のアーベル拡大が 1のべき根の方法で構成できることを示し、類体論をより明白なものとしている。
実際、K を類体 H をもつ虚二次体として、E を H 上に定義された K の整数によって虚数乗法を持つ楕円曲線とする。このとき K の最大アーベル拡大は、H 上の E のあるヴァイエルシュトラスのモデルの有限位数の点の x-座標により生成される。
クロネッカーのアイデアには多くの一般化が考えられる。しかしながら、ラングランズ哲学の主要な方向性とはすこし異なるもので、今のところ決定的なステートメントは知られていない。

## ひとつの結果
{\displaystyle e^{\pi {\sqrt {163}}}=262537412640768743.99999999999925007\dots }
や、同じことだが、
{\displaystyle e^{\pi {\sqrt {163}}}=640320^{3}+743.99999999999925007\dots }
であり、数値が整数に非常近いことは、偶然に起きたわけではない。この注目すべき事実は、虚数乗法論、モジュラ形式の知識と、
{\displaystyle \mathbf {Z} \left[{\frac {1+{\sqrt {-163}}}{2}}\right]}
は、一意分解整域であるという事実から説明することができる。
{\displaystyle (1+{\sqrt {-163}})/2} は α2 = α - 41 を満たす。一般に、S[α] を S の元を係数とする α によるすべての多項式表現の集合とすると、S[α] は α と S を含む最も小さな環である。α はこの二次式を満たすので、求めている多項式は次数 1 に限ることができる。
代わりに
{\displaystyle e^{\pi {\sqrt {163}}}=12^{3}(231^{2}-1)^{3}+743.99999999999925007\dots }
と見ることもできる。あるアイゼンシュタイン級数による内部構造によるものであり、他のヘーグナー数に対しても同様な単純表現が存在する。

## 特異モジュライ
虚数乗法を持つ楕円曲線の周期比率となる上半平面の点 τ はかならず虚二次数である。これらの点におけるモジュラ不変量 j(τ) は特異モジュライとよばれる。ここでは特異というのは特異点をもつという意味ではなく、非自明な自己準同型をもつという意味で特異と古くは呼ばれた事による。
モジュラ函数 j(τ) は、虚二次数 τ に対しては代数的数となる。逆に j が代数的であるような上半平面の値 τ はこの場合に限ることも知られている。。
Λ が周期比率 τ をもつ格子のとき、j(τ) を j(Λ) と書く。さらに Λ が虚二次体 K の整数環 OK のイデアル a であれば、対応する特異モジュライを j(a) と書く。すると、値 j(a) は実数である代数的数であり、K のヒルベルト類体(Hilbert class field) H を生成する。体の拡大の次数 [H:K] = h は K の類数であり、H/K は K のイデアル類群に同型なガロア群を持つガロア拡大である。このガロア群とイデアル類群の同型はイデアル類の作用が次のように記述できることによるもの、すなわち [b] : j(a) → j(ab) によって値 j(a) の上に作用する。
特に、K が類数 1 であれば、j(a) = j(O) は有理整数である。例えば、j(Z[i]) = j(i) = 1728 である。

## 関連文献
- 志村五郎、谷山豊『近代的整数論』共立出版〈現代数学講座 9-A〉、1957年。NDLJP:1380977。